# À la Mère Catherine
À la Mère Catherine (tj. U matky Kateřiny) je restaurace v Paříži, která se nachází na adrese 6, place du Tertre v 18. obvodu. Byla založena v roce 1793 a je tak jednou z nejstarších restaurací na náměstí.

## Historie
Před francouzskou revolucí sloužila budova jako fara pro faráře sousedního kostela. Po revoluci byla nemovitost zabrána státem jako národní majetek a v roce 1793 dům koupila Catherine Lamotte, která zde zřídila kavárnu a restauraci. Jedním z prvních slavných zákazníků byl Georges Danton. Catherine Lamotte vřele vítala své zákazníky a neváhá s nimi připíjet, což vedlo její zákazníky k přezdívce mère Catherine (matka Kateřina). Zemřela na následky nehody v roce 1844 ve věku 76 let.
Restauraci následně provozoval Gros Guillaume, poté ji na začátku 20. století převzal pan Lemoine (druhý předseda spolku Commune libre de Montmartre). Pan Lemoine zde nechal nainstalovat dřevěný kulečníkový stůl. Restaurace nevydělávala, proto byla zčásti prodána a stala se z ní pekárna. Po druhé světové válce vlastnili dům Albert a Thérèse Mériguetovi. V té době již Montmartre ztratil svůj kulturní vliv a restauraci začali navštěvovat převážně turisté. Dne 12. června 2012 zveřejnil gastronomický kritik François Simon v listu Le Figaro kritiku, ve které odsoudil nedostatek autenticity místa a katastrofální kvalitu jídla podávaného turistům, kteří se domnívají, že konzumují francouzskou gastronomii.

## Legenda o slově "bistro"

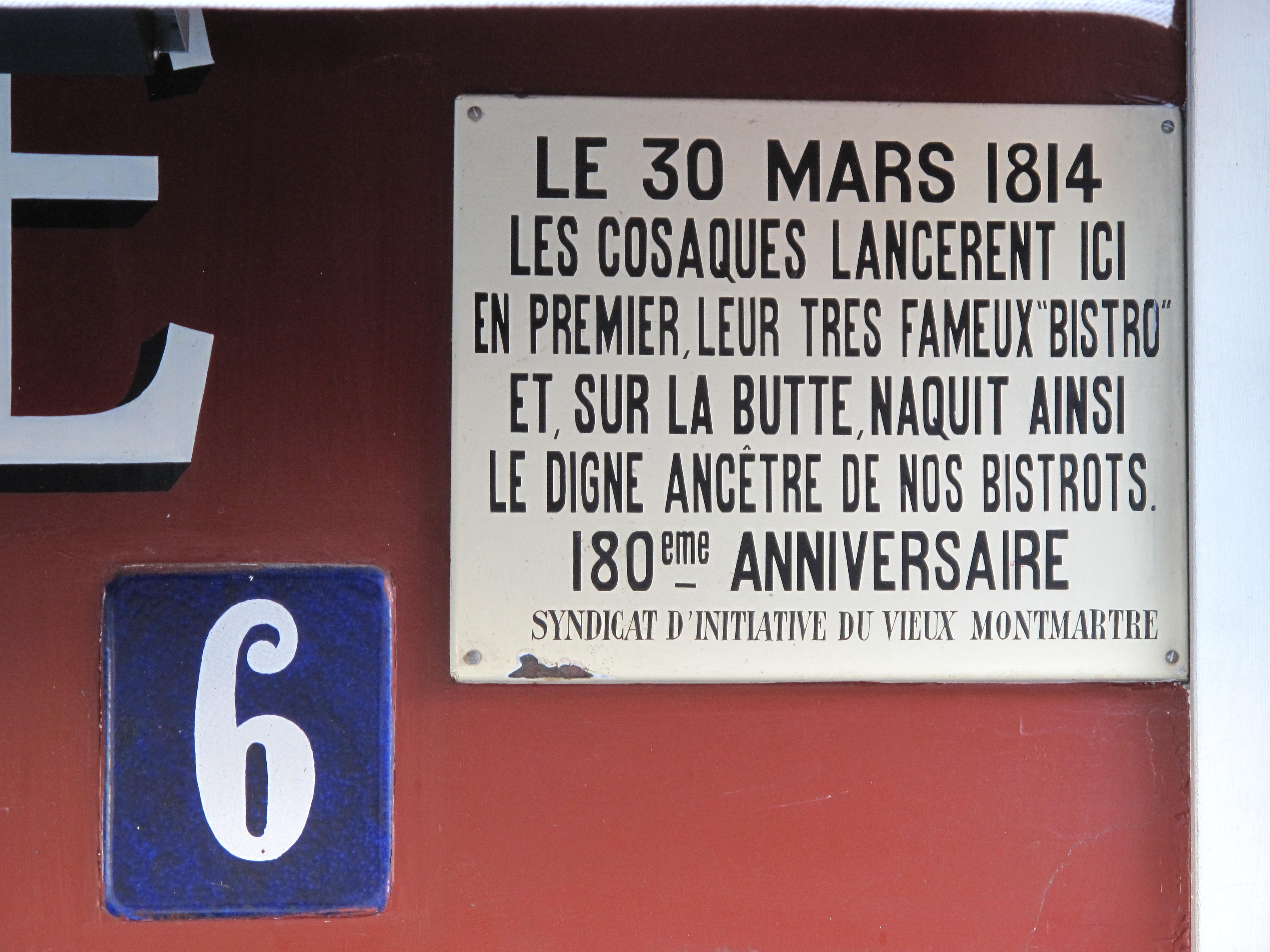
Pamětní deska.

Pamětní deska umístěná u vchodu do restaurace upozorňuje na etymologii slova bistro. Podle ní si kozáci po porážce Napoleona v bitvě u Paříže v roce 1814 v restauraci objednávali pití voláním "Bystro!" (быстро!, tedy rusky rychle) Podle specialistů je však tato etymologie smyšlená a skutečný původ slova bistro není s jistotou znám.